# Liste des monuments classés du gouvernorat de Médenine
Cette liste des monuments classés du gouvernorat de Médenine est une liste des monuments historiques et archéologiques protégés et classés du gouvernorat de Médenine établie par l'Institut national du patrimoine de Tunisie.

## Liste
| Identifiant monument | Site            | Monument                                                                                             | Adresse            | Date de classement | Décret             | Coordonnées                       | Illustration                                                                                         |                       |
| -------------------- | --------------- | --- | ------------------ | ------------------ | ------------------ | --------------------------------- | --- | --------------------- |
| 82-1                 | Hara Sghira     | Synagogue de la Hara-Srira                                                                           |                    | 25 janvier 1922    | 25 janvier 1922    | 33° 48′ 50″ nord, 10° 51′ 33″ est | Synagogue de la Hara-Srira                                                                           | Télécharger une image |
| 82-2                 | El Kantara      | Forum                                                                                                |                    | 13 mars 1912       | 13 mars 1912       | 33° 41′ 09″ nord, 10° 55′ 20″ est | Forum                                                                                                | Télécharger une image |
| 82-3                 | El Kantara      | Basilique                                                                                            |                    | 13 mars 1912       | 13 mars 1912       | 33° 41′ 09″ nord, 10° 55′ 20″ est | Basilique                                                                                            | Télécharger une image |
| 82-4                 | El Kantara      | Hypogée mesurant 12 mètres sur 7 mètres au nord des ruines                                           |                    | 13 mars 1912       | 13 mars 1912       | à géolocaliser                    | Hypogée mesurant 12 mètres sur 7 mètres au nord des ruines                                           | Télécharger une image |
| 82-5                 | Boughrara       | Palestre                                                                                             |                    | 1er mars 1905      | 1er mars 1905      | à géolocaliser                    | Palestre                                                                                             | Télécharger une image |
| 82-6                 | Boughrara       | Thermes au sud du forum                                                                              |                    | 3 mai 1920         | 3 mai 1920         | 33° 31′ 57″ nord, 10° 40′ 26″ est | Thermes au sud du forum                                                                              | Télécharger une image |
| 82-7                 | Boughrara       | Forum et ses annexes                                                                                 |                    | 1er mars 1905      | 1er mars 1905      | 33° 31′ 57″ nord, 10° 40′ 37″ est | Forum et ses annexes                                                                                 | Télécharger une image |
| 82-8                 | Boughrara       | Marché (Macellum)                                                                                    |                    | 1er mars 1905      | 1er mars 1905      | 33° 31′ 54″ nord, 10° 40′ 36″ est | Marché (Macellum)                                                                                    | Télécharger une image |
| 82-9                 | Boughrara       | Grand temple situé à l'est de la basilique judiciaire et la place à portique voisine du grand temple |                    | 3 mai 1920         | 3 mai 1920         | à géolocaliser                    | Grand temple situé à l'est de la basilique judiciaire et la place à portique voisine du grand temple | Télécharger une image |
| 82-10                | Boughrara       | Grande villa romaine                                                                                 |                    | 1er mars 1905      | 1er mars 1905      | 33° 31′ 48″ nord, 10° 40′ 43″ est | Grande villa romaine                                                                                 | Télécharger une image |
| 82-11                | Boughrara       | Port antique                                                                                         |                    | 1er mars 1905      | 1er mars 1905      | à géolocaliser                    | Port antique                                                                                         | Télécharger une image |
| 82-12                | Boughrara       | Temple d’Esculape                                                                                    |                    | 3 mai 1920         | 3 mai 1920         | 33° 31′ 57″ nord, 10° 40′ 40″ est | Temple d’Esculape                                                                                    | Télécharger une image |
| 82-13                | Boughrara       | Temple de Mercure                                                                                    |                    | 1er mars 1905      | 1er mars 1905      | 33° 31′ 45″ nord, 10° 40′ 28″ est | Temple de Mercure                                                                                    | Télécharger une image |
| 82-14                | Ksar Tarcine    | Castellum                                                                                            |                    | 1er mars 1905      | 1er mars 1905      | 33° 12′ 58″ nord, 9° 48′ 02″ est  | Image manquante Téléverser                                                                           | Télécharger une image |
| 82-15                | Ksar Demeur     | Château fort                                                                                         |                    | 22 mars 1899       | 22 mars 1899       | à géolocaliser                    | Image manquante Téléverser                                                                           | Télécharger une image |
| 82-16                | Ksar Koutine    | Thermes                                                                                              |                    | 22 mars 1899       | 22 mars 1899       | à géolocaliser                    | Image manquante Téléverser                                                                           | Télécharger une image |
| 82-17                | Ksar Koutine    | Aqueducs                                                                                             |                    | 22 mars 1899       | 22 mars 1899       | à géolocaliser                    | Image manquante Téléverser                                                                           | Télécharger une image |
| 82-18                | Ksar Koutine    | Barrages et bassins                                                                                  |                    | 22 mars 1899       | 22 mars 1899       | à géolocaliser                    | Image manquante Téléverser                                                                           | Télécharger une image |
| 82-19                | Ksar Koutine    | Mausolée                                                                                             |                    | 22 mars 1899       | 22 mars 1899       | à géolocaliser                    | Image manquante Téléverser                                                                           | Télécharger une image |
| 82-20                | Ksar Koutine    | Maison au puits et rangée de colonnes                                                                |                    | 22 mars 1899       | 22 mars 1899       | à géolocaliser                    | Image manquante Téléverser                                                                           | Télécharger une image |
| 82-21                | El May          | Djamaa el May (wahabites) située sur la route d'El Kantara entre le souk el Kébir et Mahboubine      |                    | 16 novembre 1928   | 16 novembre 1928   | à géolocaliser                    | Djamaa el May (wahabites) située sur la route d'El Kantara entre le souk el Kébir et Mahboubine      | Télécharger une image |
| 82-22                | Zarzis          | Siège du musée de Zarzis                                                                             |                    | 1er septembre 2000 | 1er septembre 2000 | 33° 30′ 07″ nord, 11° 06′ 50″ est | Image manquante Téléverser                                                                           | Télécharger une image |
| 82-23                | Houmt Souk      | Kasba                                                                                                |                    | 3 mars 1915        | 3 mars 1915        | 33° 53′ 02″ nord, 10° 51′ 38″ est | Kasba                                                                                                | Télécharger une image |
| 82-24                | Houmt Souk      | Mosquée de Jamaa el Ghorba à l'est de la ville de Houmt Souk                                         |                    | 16 novembre 1928   | 16 novembre 1928   | 33° 52′ 36″ nord, 10° 51′ 38″ est | Mosquée de Jamaa el Ghorba à l'est de la ville de Houmt Souk                                         | Télécharger une image |
| 82-25                | Houmt Souk      | Zaouïa de Sidi Brahim el Djoumni                                                                     |                    | 16 novembre 1928   | 16 novembre 1928   | à géolocaliser                    | Zaouïa de Sidi Brahim el Djoumni                                                                     | Télécharger une image |
| 82-26                | Houmt Souk      | Tombeau des trois marabouts près de la mosquée turque                                                |                    | 16 novembre 1928   | 16 novembre 1928   | à géolocaliser                    | Tombeau des trois marabouts près de la mosquée turque                                                | Télécharger une image |
| 82-27                | Midoun          | Borj Kastil avec une zone des abords étendus à 1 250 m                                               |                    | 1er septembre 2000 | 1er septembre 2000 | 33° 41′ 01″ nord, 10° 58′ 26″ est | Borj Kastil avec une zone des abords étendus à 1 250 m                                               | Télécharger une image |
| 82-28                | Henchir Madjeni | Citerne rectangulaire                                                                                |                    | 22 mars 1899       | 22 mars 1899       | à géolocaliser                    | Image manquante Téléverser                                                                           | Télécharger une image |
| 82-29                | Henchir Ziane   | Thermes et enceinte en grand appareil située au sud de ceux-ci                                       |                    | 3 mars 1915        | 3 mars 1915        | 33° 30′ 21″ nord, 11° 01′ 22″ est | Image manquante Téléverser                                                                           | Télécharger une image |
| 82-30                | Henchir Ziane   | Forum et les édifices qui l'entourent                                                                |                    | 3 mars 1915        | 3 mars 1915        | 33° 30′ 21″ nord, 11° 01′ 22″ est | Image manquante Téléverser                                                                           | Télécharger une image |
| 82-31                | Henchir Ziane   | Temple romain                                                                                        |                    | 13 mars 1912       | 13 mars 1912       | 33° 30′ 21″ nord, 11° 01′ 22″ est | Image manquante Téléverser                                                                           | Télécharger une image |
| 82-32                | Henchir Ziane   | Édifice à grande citerne situé au sud-est de la ruine                                                |                    | 3 mars 1915        | 3 mars 1915        | 33° 30′ 11″ nord, 11° 01′ 28″ est | Image manquante Téléverser                                                                           | Télécharger une image |
| 82-33                | Midoun          | Dar Bessrour                                                                                         |                    | 4 juillet 2016     | 4 juillet 2016     | à géolocaliser                    | Dar Bessrour                                                                                         | Télécharger une image |
| 82-34                | Midoun          | Bir Bessrour                                                                                         |                    | 4 juillet 2016     | 4 juillet 2016     | à géolocaliser                    | Bir Bessrour                                                                                         | Télécharger une image |
| 82-35                | Sedghiane       | Palais dit Kasr Ben Ayed                                                                             |                    | 4 juillet 2016     | 4 juillet 2016     | à géolocaliser                    | Palais dit Kasr Ben Ayed                                                                             | Télécharger une image |
| 82-36                | Beni Khedache   | Gasr Elhallouf                                                                                       |                    | 21 janvier 2021    | 21 janvier 2021    | 33° 17′ 28″ nord, 10° 09′ 26″ est | Gasr Elhallouf                                                                                       | Télécharger une image |
| 82-37                | Beni Khedache   | Gasr Jouamaa                                                                                         |                    | 21 janvier 2021    | 21 janvier 2021    | 33° 15′ 03″ nord, 10° 15′ 29″ est | Gasr Jouamaa                                                                                         | Télécharger une image |
| 82-38                | Sidi Makhlouf   | Gasr Sidi Makhlouf                                                                                   |                    | 21 janvier 2021    | 21 janvier 2021    | à géolocaliser                    | Image manquante Téléverser                                                                           | Télécharger une image |
| 82-39                | Médenine        | Gasr Mednine                                                                                         |                    | 21 janvier 2021    | 21 janvier 2021    | 33° 20′ 50″ nord, 10° 29′ 33″ est | Gasr Mednine                                                                                         | Télécharger une image |
| 82-40                | Beni Khedache   | Gasr Elbarzalia                                                                                      |                    | 21 janvier 2021    | 21 janvier 2021    | 33° 16′ 35″ nord, 10° 10′ 13″ est | Gasr Elbarzalia                                                                                      | Télécharger une image |
| 82-41                | Beni Khedache   | Mosquée Alloula                                                                                      |                    | 21 janvier 2021    | 21 janvier 2021    | 33° 16′ 33″ nord, 10° 12′ 55″ est | Mosquée Alloula                                                                                      | Télécharger une image |
| 82-42                | Midoun          | Monuments du site archéologique Lella Tella                                                          |                    | 15 mars 2022       | 15 mars 2022       | à géolocaliser                    | Image manquante Téléverser                                                                           | Télécharger une image |
| 82-43                | Midoun          | Nécropole punique de Souk el-Guebli                                                                  |                    | 15 mars 2022       | 15 mars 2022       | 33° 43′ 48″ nord, 10° 57′ 24″ est | Nécropole punique de Souk el-Guebli                                                                  | Télécharger une image |
| 82-44                | Henchir Bourgou | Mausolée Henchir Bourgou                                                                             |                    | 15 mars 2022       | 15 mars 2022       | 33° 49′ 11″ nord, 10° 58′ 13″ est | Mausolée Henchir Bourgou                                                                             | Télécharger une image |
| 82-45                | Midoun          | Mosquée Fadhloun                                                                                     |                    | 15 mars 2022       | 15 mars 2022       | 33° 49′ 29″ nord, 10° 57′ 33″ est | Mosquée Fadhloun                                                                                     | Télécharger une image |
| 82-46                | Houmt Souk      | Mosquée Bassi                                                                                        |                    | 15 mars 2022       | 15 mars 2022       | à géolocaliser                    | Mosquée Bassi                                                                                        | Télécharger une image |
| 82-47                | Ghizen          | Mosquée Tlakin                                                                                       |                    | 15 mars 2022       | 15 mars 2022       | 33° 51′ 30″ nord, 10° 55′ 57″ est | Mosquée Tlakin                                                                                       | Télécharger une image |
| 82-48                | Ajim            | Mosquée Ouelhi                                                                                       |                    | 15 mars 2022       | 15 mars 2022       | à géolocaliser                    | Mosquée Ouelhi                                                                                       | Télécharger une image |
| 82-49                | Ajim            | Mosquée Bardaoui                                                                                     |                    | 15 mars 2022       | 15 mars 2022       | 33° 47′ 17″ nord, 10° 46′ 15″ est | Mosquée Bardaoui                                                                                     | Télécharger une image |
| 82-50                | Mezraya         | Mosquée Medrajen                                                                                     |                    | 15 mars 2022       | 15 mars 2022       | 33° 51′ 04″ nord, 10° 57′ 17″ est | Mosquée Medrajen                                                                                     | Télécharger une image |
| 82-51                | Houmt Souk      | Mosquée Ettourk                                                                                      |                    | 15 mars 2022       | 15 mars 2022       | 33° 52′ 41″ nord, 10° 51′ 33″ est | Mosquée Ettourk                                                                                      | Télécharger une image |
| 82-52                | Ajim            | Mosquée Ettouil                                                                                      |                    | 15 mars 2022       | 15 mars 2022       | 33° 44′ 10″ nord, 10° 44′ 52″ est | Mosquée Ettouil                                                                                      | Télécharger une image |
| 82-53                | Midoun          | Manzel Ben Tanfous                                                                                   |                    | 15 mars 2022       | 15 mars 2022       | 33° 47′ 53″ nord, 10° 59′ 31″ est | Manzel Ben Tanfous                                                                                   | Télécharger une image |
| 82-54                | Temlel          | Mosquée Moulay Taieb                                                                                 |                    | 15 mars 2022       | 15 mars 2022       | 33° 48′ 08″ nord, 11° 00′ 59″ est | Mosquée Moulay Taieb                                                                                 | Télécharger une image |
| 82-55                | Jaabira         | Mosquée Bouliman                                                                                     |                    | 15 mars 2022       | 15 mars 2022       | 33° 47′ 40″ nord, 10° 47′ 33″ est | Mosquée Bouliman                                                                                     | Télécharger une image |
| 82-56                | Dhahret Adloun  | Mosquée Ghoula                                                                                       | Quartier Khennansa | 15 mars 2022       | 15 mars 2022       | 33° 46′ 37″ nord, 10° 47′ 42″ est | Mosquée Ghoula                                                                                       | Télécharger une image |
| 82-57                | Midoun          | Zaouïa Sidi Cherif                                                                                   |                    | 15 mars 2022       | 15 mars 2022       | 33° 48′ 08″ nord, 11° 00′ 20″ est | Zaouïa Sidi Cherif                                                                                   | Télécharger une image |
| 82-58                | Houmt Souk      | Mosquée Béni Daoued                                                                                  |                    | 15 mars 2022       | 15 mars 2022       | 33° 50′ 39″ nord, 10° 56′ 15″ est | Mosquée Béni Daoued                                                                                  | Télécharger une image |
| 82-59                | Hachene         | Mosquée Boumiswar                                                                                    |                    | 15 mars 2022       | 15 mars 2022       | 33° 51′ 44″ nord, 10° 49′ 16″ est | Mosquée Boumiswar                                                                                    | Télécharger une image |
| 82-60                | Mahboubine      | Mosquée al-Katib                                                                                     |                    | 15 mars 2022       | 15 mars 2022       | 33° 47′ 47″ nord, 10° 57′ 52″ est | Mosquée al-Katib                                                                                     | Télécharger une image |
| 82-61                | Aghir           | Zaouïa Sidi Ali                                                                                      |                    | 15 mars 2022       | 15 mars 2022       | 33° 46′ 24″ nord, 11° 02′ 13″ est | Zaouïa Sidi Ali                                                                                      | Télécharger une image |
| 82-62                | Midoun          | Mosquée Sidi Ben Aissa                                                                               |                    | 15 mars 2022       | 15 mars 2022       | à géolocaliser                    | Mosquée Sidi Ben Aissa                                                                               | Télécharger une image |
| 82-63                | Midoun          | Mosaïque Hôtel Djerba La Vidal                                                                       |                    | 15 mars 2022       | 15 mars 2022       | 33° 46′ 58″ nord, 11° 03′ 34″ est | Image manquante Téléverser                                                                           | Télécharger une image |
| 82-64                | Midoun          | Huilerie El Fsili                                                                                    |                    | 15 mars 2022       | 15 mars 2022       | 33° 48′ 37″ nord, 10° 59′ 31″ est | Huilerie El Fsili                                                                                    | Télécharger une image |
| 82-65                | Ben Gardane     | Mausolée Oummi Rtila et annexes                                                                      |                    | 15 mars 2022       | 15 mars 2022       | à géolocaliser                    | Image manquante Téléverser                                                                           | Télécharger une image |
| 82-66                | Beni Khedache   | Kasr Manit                                                                                           |                    | 15 mars 2022       | 15 mars 2022       | 33° 16′ 55″ nord, 10° 12′ 00″ est | Kasr Manit                                                                                           | Télécharger une image |
| 82-67                | Beni Khedache   | Kasr Khrachfa                                                                                        |                    | 15 mars 2022       | 15 mars 2022       | 33° 11′ 19″ nord, 10° 17′ 33″ est | Kasr Khrachfa                                                                                        | Télécharger une image |
| 82-68                | Beni Khedache   | Kasr Béni Kheddache                                                                                  |                    | 15 mars 2022       | 15 mars 2022       | 33° 15′ 02″ nord, 10° 12′ 01″ est | Kasr Béni Kheddache                                                                                  | Télécharger une image |
| 82-69                | Beni Khedache   | Kasr Zemmour                                                                                         |                    | 15 mars 2022       | 15 mars 2022       | 33° 16′ 05″ nord, 10° 11′ 57″ est | Kasr Zemmour                                                                                         | Télécharger une image |
| 82-70                | Ben Gardane     | Vestiges de la Kichla militaire de Ben Guerdane                                                      |                    | 22 janvier 2024    | 22 janvier 2024    | à géolocaliser                    | Image manquante Téléverser                                                                           | Télécharger une image |
| 82-71                | Beni Khedache   | Ksar El Krikriya                                                                                     |                    | 22 janvier 2024    | 22 janvier 2024    | 33° 14′ 31″ nord, 10° 20′ 03″ est | Image manquante Téléverser                                                                           | Télécharger une image |
| 82-72                | Beni Khedache   | Ksar El Mhadha                                                                                       |                    | 22 janvier 2024    | 22 janvier 2024    | 33° 12′ 45″ nord, 10° 11′ 16″ est | Image manquante Téléverser                                                                           | Télécharger une image |
| 82-73                | Beni Khedache   | Ksar Ouled Mehdi                                                                                     |                    | 22 janvier 2024    | 22 janvier 2024    | 33° 09′ 28″ nord, 10° 14′ 12″ est | Image manquante Téléverser                                                                           | Télécharger une image |
| 82-73                | Beni Khedache   | Ksar Boulassouar                                                                                     |                    | 22 janvier 2024    | 22 janvier 2024    | 33° 19′ 03″ nord, 10° 08′ 30″ est | Image manquante Téléverser                                                                           | Télécharger une image |
| 82-74                | Houmt Souk      | Mosquée Sidi Zekri                                                                                   |                    | 4 mars 2025        | 4 mars 2025        | 33° 51′ 21″ nord, 10° 59′ 01″ est | Mosquée Sidi Zekri                                                                                   | Télécharger une image |
| 82-75                | Houmt Souk      | Mosquée Shikh                                                                                        |                    | 4 mars 2025        | 4 mars 2025        | 33° 52′ 39″ nord, 10° 51′ 25″ est | Mosquée Shikh                                                                                        | Télécharger une image |
| 82-76                | Ajim            | Mosquée Amghar                                                                                       |                    | 4 mars 2025        | 4 mars 2025        | 33° 44′ 27″ nord, 10° 44′ 06″ est | Image manquante Téléverser                                                                           | Télécharger une image |
| 82-77                | Ajim            | Mosquée Sidi Jmour                                                                                   |                    | 4 mars 2025        | 4 mars 2025        | 33° 49′ 53″ nord, 10° 44′ 53″ est | Mosquée Sidi Jmour                                                                                   | Télécharger une image |
| 82-78                | Midoun          | Mosquée Maghzel                                                                                      |                    | 4 mars 2025        | 4 mars 2025        | 33° 44′ 52″ nord, 10° 57′ 42″ est | Mosquée Maghzel                                                                                      | Télécharger une image |
| 82-79                | Ajim            | Mosquée el Fguira                                                                                    |                    | 4 mars 2025        | 4 mars 2025        | 33° 43′ 32″ nord, 10° 45′ 05″ est | Image manquante Téléverser                                                                           | Télécharger une image |
| 82-80                | Ajim            | Mosquée Ben Bian                                                                                     |                    | 4 mars 2025        | 4 mars 2025        | 33° 48′ 44″ nord, 10° 49′ 01″ est | Image manquante Téléverser                                                                           | Télécharger une image |
| 82-81                | Houmt Souk      | Église Saint Nicola                                                                                  |                    | 4 mars 2025        | 4 mars 2025        | 33° 53′ 05″ nord, 10° 51′ 22″ est | Église Saint Nicola                                                                                  | Télécharger une image |
| 82-82                | Houmt Souk      | Mosquée Sellaouti                                                                                    |                    | 4 mars 2025        | 4 mars 2025        | 33° 50′ 42″ nord, 10° 58′ 13″ est | Image manquante Téléverser                                                                           | Télécharger une image |
| 82-83                | Midoun          | Mosquée Ben Achour                                                                                   |                    | 4 mars 2025        | 4 mars 2025        | 33° 48′ 09″ nord, 11° 00′ 20″ est | Image manquante Téléverser                                                                           | Télécharger une image |
| 82-84                | Midoun          | Mosquée Tbelmet                                                                                      |                    | 4 mars 2025        | 4 mars 2025        | 33° 47′ 05″ nord, 10° 58′ 28″ est | Image manquante Téléverser                                                                           | Télécharger une image |
| 82-85                | Houmt Souk      | Mosquée el Jedid                                                                                     |                    | 4 mars 2025        | 4 mars 2025        | 33° 49′ 49″ nord, 10° 52′ 15″ est | Image manquante Téléverser                                                                           | Télécharger une image |
| 82-86                | Midoun          | Mosquée el Kbob                                                                                      |                    | 4 mars 2025        | 4 mars 2025        | à géolocaliser                    | Image manquante Téléverser                                                                           | Télécharger une image |
| 82-87                | Houmt Souk      | Mosquée el Khouch                                                                                    |                    | 4 mars 2025        | 4 mars 2025        | à géolocaliser                    | Image manquante Téléverser                                                                           | Télécharger une image |